# Мохамед Альхоуссейні Альхассан
Мохамед Альхоуссейні Альхассан (22 липня 1978) — нігерський плавець.
Учасник Олімпійських Ігор 2008 року.